# Janoušov
Janoušov (niem. Janauschendorf) – gmina w Czechach, w powiecie Šumperk, w kraju ołomunieckim. Według danych z dnia 1 stycznia 2012 liczyła 51 mieszkańców.